# Lankascincus sripadensis
Espèce
Lankascincus sripadensis est une espèce de sauriens de la famille des Scincidae.

## Répartition
Cette espèce est endémique du Sri Lanka.

## Étymologie
Son nom d'espèce, composé de sripad et du suffixe latin -ensis, « qui vit dans, qui habite », lui a été donné en référence au lieu de sa découverte : le sanctuaire de Sripada.

## Publication originale
- Mendis Wickramasinghe, Rodrigo, Dayawansa & Jayantha, 2007 : Two new species of Lankascincus (Squamata: Scincidae) from Sripada Sanctuary (Peak Wilderness), in Sri Lanka. Zootaxa, no 1612, p. 1-24.